# Nostalgia – Fragments of a Broken Past
Nostalgia – Fragments of a Broken Past es un álbum de la banda francesa de DSBM Nocturnal Depression, liberado el 18 de enero de 2006. La grabación estuvo bajo la edición del sello discográfico Whispering Night Productions.

## Canciones
| N.º | Título                                          | Duración |  |
| 1.  | «And Fall the February Snow»                    | 09:19    |  |
| 2.  | «A Life to Suffer»                              | 15:13    |  |
| 3.  | «Intermezzo Pt I - Fragments of the Past...»    | 04:24    |  |
| 4.  | «Suicidal Metal Anthems»                        | 12:20    |  |
| 5.  | «Intermezzo Pt II - ...Lie Broken and Lifeless» | 05:11    |  |
| 6.  | «Nostalgia»                                     | 20:34    |  |
| 7.  | «In My Dreams»                                  | 08:32    |  |